# James Morrison (acteur)
James Morrison (Bountiful, 21 april 1954) is een Amerikaanse acteur. Hij groeide op in Alaska in een gezin met zes kinderen.
Morrison was aanvankelijk alleen theateracteur. Sinds het begin van de jaren 80 staat hij op het toneel en hij won diverse grote prijzen, waaronder de Los Angeles Drama Critics Circle Award for Outstanding Performance (vanwege de acteerprestaties), en drie Drama-Logue-awards. Naast acteren regisseerde hij ook een aantal theaterproducties. Sinds 1984 is Morrison ook weleens te zien in films en televisieseries. Hij had onder andere gastrollen in series als Frasier, The X-Files, JAG, The West Wing en Six Feet Under. In de film Catch Me If You Can van Steven Spielberg was hij te zien als piloot. Voor de korte film Parking en de documentaire Nude Descending uit 1996 werkte hij samen met zijn vrouw Riad Galayini. Die laatste film kreeg enige bekendheid en werd goed ontvangen door critici.
Morrison is waarschijnlijk het meest bekend van zijn rol in de televisieserie 24. Hij vertolkt hierin de rol van Counter Terrorist Unit-leider Bill Buchanan. Zijn rol begon met een gastrol halverwege seizoen vier, maar sinds seizoen vijf speelt hij een belangrijkere rol. In seizoen 6 was hij directeur van CTU. In seizoen 7 kwam zijn personage om het leven bij een gijzelingsactie in het Witte Huis.
Morrison werkt vaak samen met producers Glen Morgan en James Wong. In hun televisieserie Space: Above and Beyond uit 1995 was hij een van de hoofdrolspelers. Ook in de film The One gaven Morgan en Wong hem een belangrijke rol; hij speelde de beste vriend van Jet Li's personage.
Morrison is ook actief als poëet en yogaleraar. Hij was daarnaast meerdere malen op de radio te horen.
Morrison woont samen met zijn vrouw Riad en zijn zoon Seamus (geboren in 1999) in Los Angeles.
- Library of Congress Control Number: no2007026643
- MusicBrainz: 432663ef-97e1-4f4e-84bd-db455cc9a105
- Virtual International Authority File: 68703443
- WorldCat: E39PBJdx4HRdpt3yDkG6tJDwmd